# Repositionnement des médicaments
Le repositionnement des médicaments (en anglais : drug repositioning ou drug repurposing) consiste à trouver une nouvelle indication thérapeutique pour des médicaments dont le développement a été interrompu ou qui n'ont pas été approuvés dans leur indication primitive,,.
La réutilisation de médicaments, en revanche, est le ré-emploi de médicaments déjà approuvés dans le traitement d'une première pathologie ou de médicaments en cours de développement, mais dont l'innocuité a déjà été démontrée lors d'essais cliniques de phase I, afin de traiter une maladie totalement différente de celle pour laquelle ils avaient été développés à l'origine. Par exemple, le sildénafil de Pfizer était un anti-hypertenseur qui a été réutilisé en seconde intention pour traiter le dysfonctionnement érectile sous le nom de Viagra et le thalidomide de Celgene ayant de nouvelles indications telles que la lèpre et le myélome multiple,.
Pour les besoins de la synthèse de cet article, les termes réutilisation et repositionnement des médicaments sont utilisés de manière interchangeable.

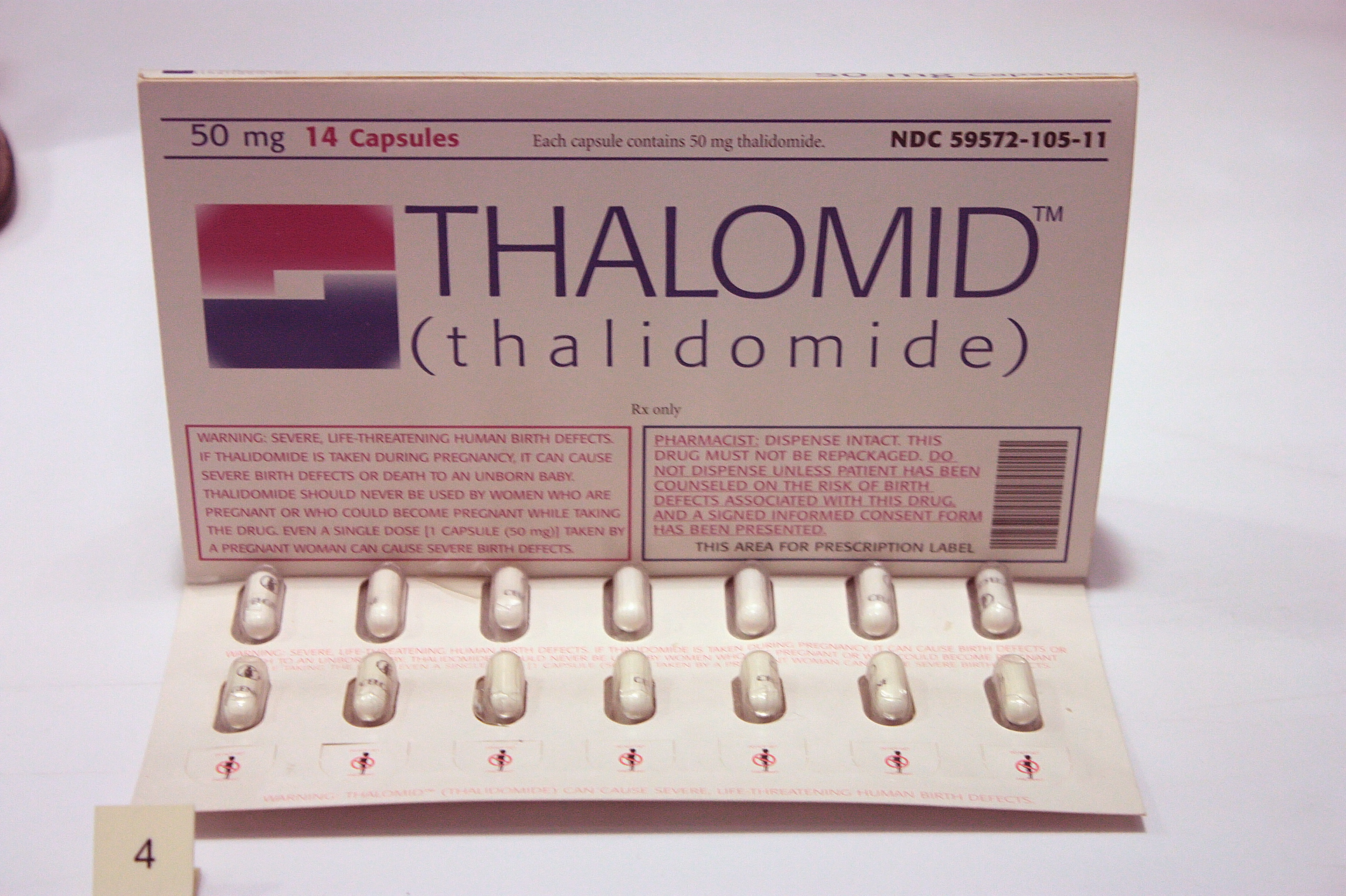
Thalidomide, exemple de repositionnement.

## Caractéristiques
Un médicament repositionné peut présenter les caractéristiques suivantes :
1. Il peut déjà être approuvé pour un autre usage. Par exemple, les sels d'or employés dans la polyarthrite rhumatoïde sont en train d'être étudiés pour combattre les micro-organismes et, en dermatologie, pour traiter le pemphigus et le rhumatisme psoriasique[4].
2. Il peut avoir été retiré du marché à cause d'effets secondaires dépendant ou non de la dose. Le thalidomide a été retiré du marché à cause des anomalies congénitales graves constatées chez des enfants nés de femmes ayant pris ce médicament pendant leur grossesse. Quelques années plus tard, pourtant, la thalidomide se repositionne comme traitement pour une complication de la lèpre appelée érythème noueux lépreux[5].
3. Il peut ne pas avoir été approuvé par manque d'efficacité[6].

Le processus de repositionnement de médicaments permet d'identifier de nouvelles indications thérapeutiques pour les médicaments existants. Afin d'éluder les coûts de développement de nouveaux médicaments, les firmes développent de plus en plus cette stratégie pour augmenter leur productivité en réduisant les temps de recherche et de développement. Ceci diminue fortement le coût total avant la mise sur le marché d'un médicament parce que les profils de sécurité et pharmacocinétiques des candidats au repositionnement sont déjà établis et, dans bien des cas, les effets secondaires et adverses sont déjà enregistrés.

## Les avantages du repositionnement
De l'étude préclinique à l'autorisation de mise sur le marché (AMM), le développement d'un nouveau médicament peut mettre jusqu'à vingt ans. Ce délai est dû aux différentes étapes nécessaires pour s'assurer qu'un nouveau remède ne provoque pas des effets secondaires ou une toxicité pire que la pathologie qu'il doit soigner. Il est fondamental que le rapport risque-bénéfice soit en faveur du patient.
Un des avantages principaux du repositionnement est la rapidité des étapes du développement d'une nouvelle indication, car les étapes critiques servant à démontrer l'innocuité d'un médicament disposant déjà d'une AMM ne sont donc plus à faire. Un autre avantage appréciable est la somme des connaissances déjà acquises sur le médicament, car étant déjà sur le marché pour une première indication, il va rester toute sa vie dans une phase de pharmacovigilance. Ce suivi dans le temps, en conditions réelles et sur une large population, permet d'améliorer et d'élargir la compréhension des effets d'un médicament avant d'envisager son repositionnement.
Il existe donc un intérêt croissant à trouver de nouvelles indications pour d'anciens médicaments qui ont déjà passé les étapes critiques des tests liés à la toxicologie, de l'innocuité préclinique, de la pharmacocinétique, ainsi que les tests de tolérance et d'innocuité chez les volontaires sains. Tous ces efforts déjà fournis en recherche et développement permettent aux chercheurs d'entamer de nouveaux essais cliniques, plus rapidement et donc à moindre coût, tout en ayant des taux de réussite plus élevés.
Grâce au repositionnement des médicaments, les sociétés pharmaceutiques ont déjà connu un certain nombre de succès. Ainsi, entre 2010 et 2012, sur les 46 approbations émises par la FDA et relatives aux maladies rares ou orphelines, la moitié concernait des médicaments repositionnés.
Les maladies neurodégénératives restent l'un des domaines thérapeutiques les plus risqués pour l'industrie pharmaceutique. Pour les maladies de Parkinson et d'Alzheimer, il n'existe actuellement que des médicaments traitant les symptômes, tels les troubles moteurs ou les troubles de la mémoire. L'industrie pharmaceutique enregistre de nombreux échecs coûteux lors des essais cliniques. Ainsi, 99,6% des médicaments contre Alzheimer échouent dans les phases I, II et III. Entre 1998 et 2014, 123 essais ont été arrêtés et seuls quatre nouveaux médicaments ont été approuvés.
Mais le repositionnement ne doit pas être conçu comme une solution miracle et un médicament repositionné ne sera pas forcément meilleur qu'un autre traitement.

## Une nécessité pour les firmes pharmaceutiques
Depuis quelques années, le grand problème de l'industrie pharmaceutique est que la découverte de nouveaux médicaments se fait de plus en plus rare malgré la croissance exponentielle des dépenses en recherche et développement nécessaires à leur mise au point. Cette chute de productivité existe malgré le fait que les firmes pharmaceutiques ont investi énormément d'argent dans de nouvelles technologies qui devaient les aider à découvrir et à mettre au point de nouveaux médicaments. Par exemple, malgré plus de 100 millions de dollars investis jusqu'en 2004 dans la technologie qui semblait prometteuse du dépistage à haute performance, celle-ci n'a produit que très peu de nouveaux médicaments.
Ce problème de productivité, en plus de la pression mondiale sur les prix, la charge financière du développement d'un nouveau médicament excédant souvent le million de dollars, a obligé la majorité des développeurs de médicaments à être plus créatifs pour trouver de nouveaux usages et de meilleures versions pour des médicaments déjà existants, par exemple des formulations à libération prolongée ou contrôlée. Les entreprises qui profitent des stratégies de repositionnement de médicaments sont en train d'augmenter en nombre.
Aux États-Unis, le National Institute of Health (NIH) a construit en 2008 une base de données de composés non commercialisés par des sociétés pharmaceutiques et facilite la recherche d'une nouvelle efficacité thérapeutique.  

## Origine Off label
L'usage non autorisé de médicaments (Off-label, en anglais) est la prescription d'un médicament actuellement disponible, mais pour une autre indication, une autre population de patients, un autre dosage ou par une voie d'administration pour lesquels il n'a pas reçu l'approbation de la (FDA). Une fois que la FDA a déterminé qu'un médicament est sûr et efficace pour l'usage autorisé initial et selon des modalités bien définies, il existe peu de contraintes sur les modalités de prescription et d'administration. Cette politique a favorisé le développement d'une voie alternative plus économique pour développer de nouveaux traitements et de nouvelles indications puisque le prescripteur et le patient peuvent directement bénéficier de formulations vérifiées, avec une tolérance bien connue, tout en minimisant les coûts et les délais associés à l'identification, la synthèse et les preuves d'efficacité de la nouvelle indication. Au fil du temps, on a ainsi découvert accidentellement beaucoup d'effets Off-label concernant d'anciens médicaments qui sont réutilisés selon des découvertes fortuites, cliniques ou épidémiologiques, suggérant par exemple qu'un effet secondaire pourrait être utile pour traiter une autre maladie.

## Hasard ou exploitation de l'informatique?
Les premiers repositionnements ont été le fruit du hasard, d'observations cliniques fortuites. Par exemple, il a été observé que des personnes atteintes de la maladie de Parkinson présentant une progression particulièrement lente de cette pathologie étaient toutes traitées pour un cancer et recevaient un traitement pour stimuler leur système immunitaire. Ce médicament est à présent étudié pour un potentiel effet neuro-protecteur dans la maladie de Parkinson.
Beaucoup de cas de repositionnement de médicaments font suite à la découverte fortuite d'effets secondaires bénéfiques chez certains patients sous traitement. Cependant, de nombreux efforts sont de plus en plus fréquents pour pouvoir réutiliser délibérément d'anciens médicaments avec des approches plus systématiques.
Des méthodes informatiques peuvent repositionner d'anciens médicaments déjà approuvés pour le traitement de nouvelles maladies, avec un risque réduit d'effets secondaires imprévus. Le repositionnement de médicaments assisté par ordinateur est une alternative moins chère et plus rapide que la recherche traditionnelle offrant un avenir prometteur pour la recherche de médicaments orphelins.
De même, les technologies de culture cellulaire tridimensionnelle (3D), qui ressemblent plus à l'environnement des cellules in vivo, se développent maintenant avec intensité, puisque ajoutant une précision supérieure pour la découverte de nouveaux traitements médicamenteux.

## Maladies orphelines ou rares
Les maladies rares ou orphelines n'affectent qu'un petit nombre de personnes dans la population générale. On estime qu'il y a plus de 6000 maladies rares qui affectent des millions de personnes dans le monde. Ces pathologies, parfois très invalidantes, posent d'importants problèmes aux patients atteints au niveau de leurs soins médicaux qui sont parfois très lourds et onéreux, ainsi que de leur handicap éventuel. Malgré cela, les compagnies pharmaceutiques requièrent des stimulants gouvernementaux pour développer des médicaments destinés à ces maladies rares en raison de ce qu'elles représentent un marché extrêmement limité.

## Exemples de repositionnements actuels et futurs
- Acide acétylsalicylique. L'aspirine représente un exemple historique de repositionnement : développée et commercialisée à la fin du XIXe siècle comme analgésique, à la suite de la démonstration de son inhibition des plaquettes sanguines en 1967, elle devient le premier antiagrégant plaquettaire administré pour la prévention secondaire de l'infarctus du myocarde.
- Allopurinol. À l'origine, George Hitchings (1905–1998) et Gertrude Elion (1918–1999) et leurs collègues ont cherché en ce médicament un agent anti-néoplasique. Ils ne lui ont pas trouvé d'action anti-métabolique, mais ont vu que in vitro c'était un inhibiteur de l'enzyme xanthine oxydase, d'où son utilisation dans la goutte[16]. Ultérieurement, l'allopurinol a connu encore un repositionnement dans le traitement de la leishmaniose[17]
- Amantadine. Enregistrée initialement comme médicament contre l'influenza (grippe), aujourd'hui elle est utilisée seule ou en combinaison avec L-DOPA dans la maladie de Parkinson idiopathique, dans d'autres formes de parkinsonisme, dont les fluctuations motrices liées, les syndromes extra-pyramidaux induits par des médicaments et les dyskinésies[18].
- Amodiaquine. Dans une recherche il est ressorti que ce médicament antipaludique avait une activité contre l'infection à virus Zika responsable de la fièvre zika, et on a découvert qu'il agit au niveau du cycle de réplication virale[19].
- Neuroleptiques. On a proposé le repositionnement de quelques médicaments antipsychotiques pour les employer comme thérapies anti-cancéreuses[20]. Bien qu'ils ciblent les récepteurs cérébraux de la dopamine et de la sérotonine, qui sont absents chez les bactéries, il est intrigant que les phénothiazines aient des effets antibactériens et que, selon les recherches, presque toutes les sous-classes des antipsychotiques, même chimiquement éloignées, aient exhibé cette activité[21].
- Auranofine. Il s'agit d'un médicament anti-arthritique oral, actif via la voie Nrf2, système de défense contre le stress oxydatif. L'activation pharmacologique de cette voie par l'auranofine est une thérapie prometteuse pour les maladies liées au stress oxydatif[22].
- Aurothiomalate de sodium. Il est reconsidéré comme médicament candidat pour le traitement des cancers et pour d'autres indications thérapeutiques dans un programme plus général de repositionnement. Il manifeste des propriétés anti-cancérigènes intéressantes[23].
- Cisapride. Un médicament procinétique qui améliore la motilité gastro-intestinale et qui augmente le tonus du sphincter inférieur de l'œsophage[24]. Il a été étudié dans la prolifération des épimastigotes de Trypanosoma cruzi où il a montré des effets inhibiteurs. En plus, lors d'études de transporteurs, on a démontré qu'il interfère avec l'absorption de la putrescine d'une façon spécifique ce qui en fait un médicament utile dans la thérapie pharmacologique pour le traitement de la maladie de Chagas[25].
- Clonidine. La clonidine a été synthétisée en 1962 comme décongestionnant nasal et a été postérieurement utilisée comme antihypertenseur en 1972[26].
- Disulfirame. On a démontré l'importance des dithiocarbamates, spécialement du disulfirame, comme médicaments utiles contre le cancer. On cherche à comprendre les différents mécanismes d'action du disulfirame et son activité anti-cancéreuse[27].
- Phénytoïne. Ce médicament est à l'étude contre beaucoup de troubles autres que son indication initiale dans le traitement de l'épilepsie depuis 1937. Son repositionnement dans la dépression a été souligné par Jack Dreyfus dans les années 1970. Des innovations semblent encore être possibles pour une série d'autres indications, telles que la cicatrisation de blessures, le trouble bipolaire et l'agressivité et, à travers une formulation topique, pour la douleur neuropathique[28].
- Ivermectine. Médicament utilisé comme antiparasitaire qui, selon des études in vitro et in vivo, démontre des effets antitumoraux dans différents types de cancers. Il est important de souligner que les activités antitumorales se démontrent à des concentrations qui peuvent être cliniquement réalisables sur base d'études de pharmacocinétique réalisées chez des patients humains sains et parasités. Donc, les informations existantes sur l'ivermectine pourraient permettre sa rapide transition vers des essais cliniques chez des patients cancéreux[29].
- Kétansérine. La kétanserine est un antagoniste sélectif des récepteurs 5-HT (sérotonine), anti-hypertenseur, qui maintenant s'emploie aussi comme cicatrisant.
- LY627-2K. Il s'agit d'un peptide que l'on étudiait dans l'ostéoporose, mais on l'a reproposé dans une maladie rare, l'hypoparathyroïdie, moyennant l'exploitation d'un objectif moléculaire partagé[30].
- Niclosamide. Médicament anti-helminthique principalement utilisé pendant plus de 50 ans pour traiter les infections par céstodos. Il a maintenant montré un potentiel dans le traitement de la maladie de Parkinson, diabète, infections virales et microbiennes, ainsi que divers cancers[31].
- Nimésulide. Cet anti-inflammatoire est étudié comme inhibiteur de la glycation de protéines in vitro aussi bien que possible agent antidiabético[32].
- Quarfloxine. Cette drogue est une fluoroquinolone qui s'unit à des structures à quadruple hélice de l'ADN (G-quadruple ADN). On a remarqué qu'elle présentait un taux de mortalité initiale rapide chez le Plasmodium falciparum, agent causal de la malaria, et qu'elle était active lors des étapes réplicatives de son développement dans des cellules sanguines[33].
- Quinacrine. Médicament anti-protozoaire d'usage commun contre la malaria et la giardiase, il a été essayé récemment contre les rhumatismes et les maladies à prions. En plus, divers rapports suggèrent la présence de propriétés anti-tumorales[34].
- Sulfamidocrisoidine. En 1908, le chimiste Paul Gelmo a préparé la substance sulfanilamide à partir de laquelle il a synthétisé la sulfonamidocrisoidine qui allait s'employer comme colorant. En 1932, le pathologiste allemand Gerhard Domagk a remarqué que la substance protégeait les souris contre les infections à Streptococcus pyogenes, ainsi est né le Prontosil[35].
- Thalidomide. À la fin des années 1950 et au début des années 1960, le thalidomide a été prescrit à des milliers de femmes enceintes dans le monde entier pour soulager leurs nausées matinales. La drogue a causé chez leurs enfants de nombreuses malformations sévères appelées phocomélie[36]. Il est aujourd'hui employé, bien que l'OMS en désapprouve l'usage, chez des patients souffrant d'un érythème noueux lépreux et il a montré une utilité dans la prise en charge de la maladie de Jessner-Kanof (infiltration lymphocytaire de la peau), où son efficacité s'est démontrée dans un seul essai contrôlé contre placebo[37],[38].

## Le NCATS du NIH
Aux États-Unis, les National Institutes of Health (NIH, qu'on peut traduire par Instituts américains de la santé) sont des institutions gouvernementales qui s'occupent de la recherche médicale et biomédicale. Les NIH sont composés de 27 instituts et centres distincts qui mènent et coordonnent des recherches dans différentes disciplines des sciences biomédicales, dont le National Center for Advancing Translational Sciences ( NCATS, qu'on peut traduire par centre national pour l'avancement des sciences translationnelles. Ce dernier a été créé en 2012  et est situé à Bethesda, dans le Maryland.
- Traduction : la traduction est le fait de transformer les observations effectuées en laboratoire, dans les cliniques et dans la communauté, en interventions améliorant la santé des individus et du public - du diagnostic et de la thérapeutique aux procédures médicales et aux changements de comportement.
- Science translationnelle : son champ d'investigation est axé sur la compréhension des principes scientifiques et opérationnels sous-tendant chaque étape du processus de traduction.

Le NCATS a pour mission de transformer la traduction des découvertes scientifiques afin que les nouveaux traitements puissent être administrés plus rapidement aux patients. Le budget alloué au NCATS pour l'exercice 2018 s'élève à 557 373 000 dollars. Le NCATS est organisé en un certain nombre de divisions :
- Division de l'innovation clinique
- Division de l'innovation préclinique
- Bureau de la gestion administrative
- Bureau de la gestion des subventions et de l'examen scientifique
- Bureau de la recherche sur les maladies rares qui supervise le réseau de recherche clinique sur les maladies rares et le centre d'information sur les maladies rares et génétiques (GARD)
- Bureau des alliances stratégiques qui travaille avec les entreprises de l'industrie biotechnologique et pharmaceutique pour accélérer le développement de nouveaux médicaments

## Voir également
- Droit des prestations inverses
- Recherche sur le repositionnement des médicaments COVID-19